# Roue de l'existence karmique

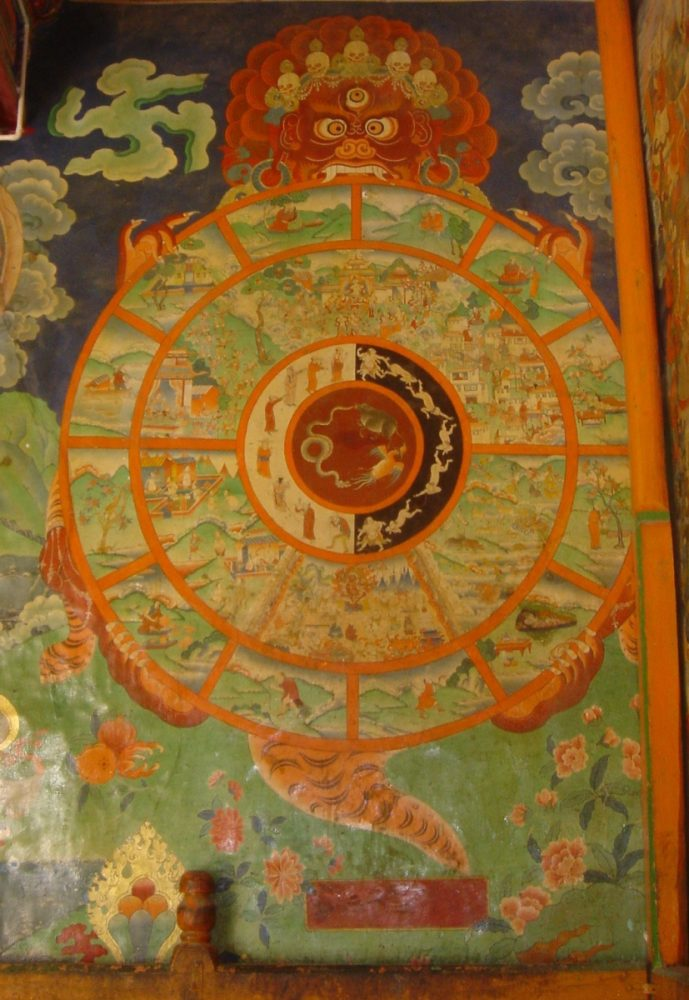
Bhava-cakra tibétaine (monastère de Séra).

La roue de l'existence karmique ou bhavacakra appelée plus communément roue de vie (sanskrit : bhava (« existence ») + cakra (« roue »), भवचक्र ; pāli bhava-cakka, भभचक्क ; tibétain : སྲིད་པའི་འཁོར་ལོ་, Wylie : srid pa'i 'khor lo, THL : sipé khorlo) est, dans le bouddhisme, une représentation figurative du samsara, raison pour laquelle elle est aussi appelée samsara-cakra (sanskrit) ou samsara-cakka (pāli). 
La roue de la vie se présente en quatre grandes zones concentriques : une jante extérieure en douze compartiments; un cercle intérieure divisé en six (ou cinq) parties; un cercle plus petit entourant le moyeu. Le tout est tenu dans les griffes et les mâchoires du dieu de la mort Yama, et symbolise le tourbillon des existences prises dans le samsara.  
D'origine indienne, la roue de la vie est fréquente dans le monde tibétain. Elle constitue un outil d'enseignement important. 

## Origine
Cette roue viendrait d'une vision de Mogallana, un disciple de Siddhartha Gautama, le Bouddha historique. Plusieurs textes bouddhiques (le Divyāvadāna) racontent que Gautama demanda que la roue soit représentée sur un mur à l'entrée d'un monastère afin d'instruire les laïques (souvent illettrés), et la représentation de la roue des existences est considérée comme un exemple majeur d'art didactique bouddhique.
Il s'agit donc d'une représentation d'origine indienne, qui a ensuite passé au Tibet, où elle figure souvent sur des thangkas ainsi que dans les monastères. On la rencontre aussi fréquemment au Népal ou encore en Mongolie. Le plus ancien exemple de représentation d'un bhavacakra serait une fresque d'Ajanta datant environ du VIe siècle de l'ère commune,.

### Dans leDivyavadana

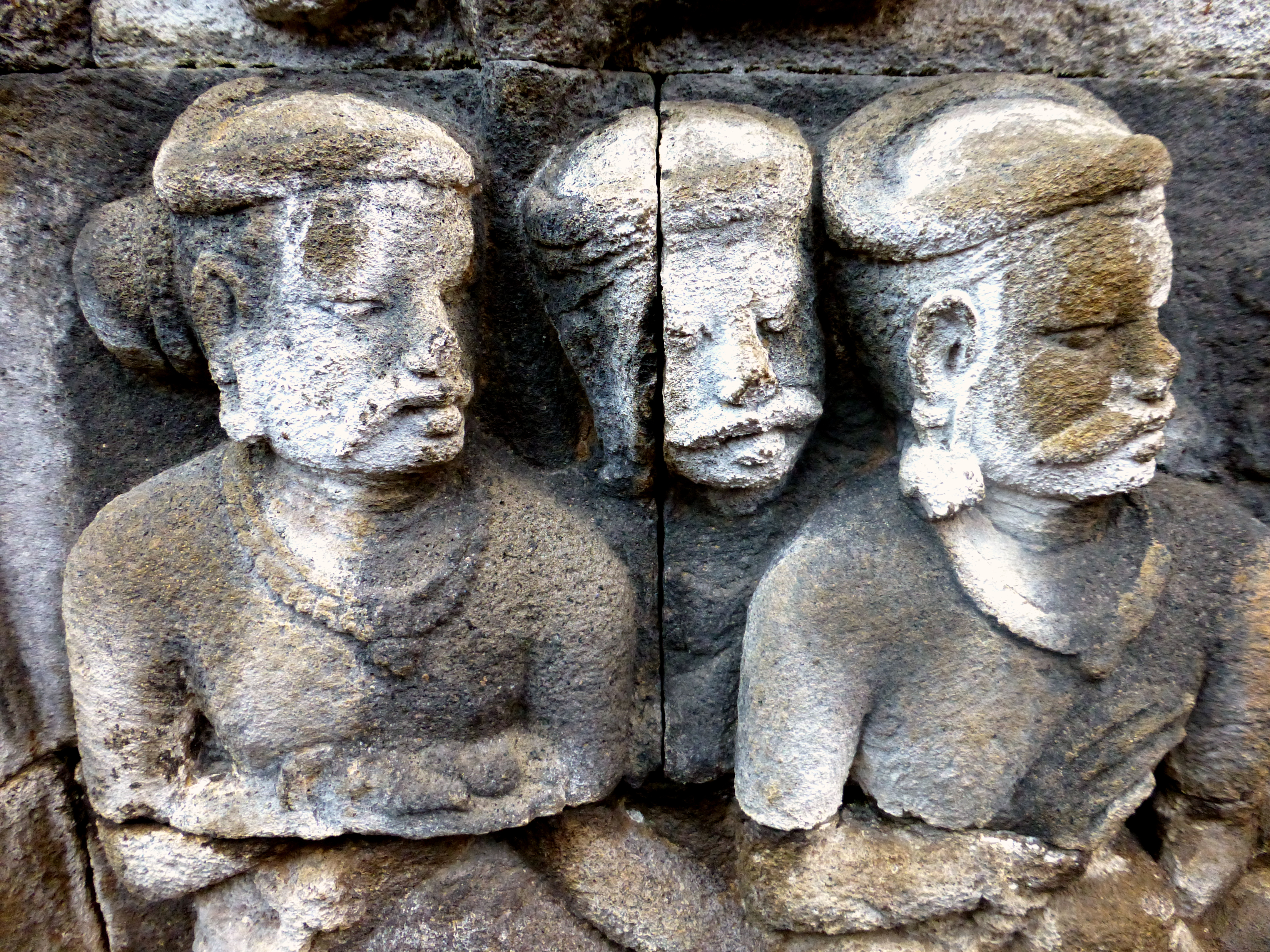
Le roi Bimbisara recevant le cadeau du roi Rudrayna (détail). Borobudur, vers 800.

Une des premières descriptions dans la littérature bouddhique se trouve dans un ouvrage intitulé Divyavadana (« Les Exploits divins »), aux chapitres 21 et 32. Dans le premier, intitulé « Histoire de Sahasodgata », le Bouddha décrit la roue des existences; dans le second, « Histoire de Rūpāvatī », on raconte que Rūpāvatī, roi d'Udayana, avait offert au roi Bimbisara une magnifique robe, ornée de pierres précieuses. Ne sachant comment rendre un cadeau digne de celui qu'il avait reçu, Bimbisara interrogea le Bouddha. Celui-ci lui conseilla de faire une peinture sur tissu de la roue des existences avec les cinq domaines des existences (v. ci-dessous) et l'envoyer à Rūpāvatī. On dit que lorsqu'il reçut ce travail, le roi atteint la réalisation.

## Description

Schéma de la roue. Du centre vers l'extérieur : trois poisons / êtres humains s’élevant ou chutant dans la ronde des destinées / six destinées (trois favorables, en clair; trois défavorables en noir) / douze liens de la coproduction conditionnée. Hors de la roue : au centre, Yama / le Bouddha (triangle) et la roue du Dharma (cercle).

L'ensemble est une roue que tient dans ses mâchoires et ses griffes un monstre dont l'identité varie selon les versions: il s'agit souvent de Yama, le dieu de la mort, car c'est le premier être à être mort, ce qui en fait le maître des êtres pris dans le cercle des naissances et des morts. Mais on voit aussi fréquemment Māra, qui a essayé de tenter Siddhartha Gautama au moment de l'éveil pour l'en détourner. Parfois encore, on a un squelette. La roue elle-même  renferme les différents aspects des l'existence prise dans le tourbillon du samsara.  

### Les deux cercles du centre
Au centre, le moyeu de la roue représente les trois poisons qui alimentent : ignorance, attachement et aversion, représentés respectivement par un porc, un coq et un serpent. Ce sont les éléments qui lient les êtres à la ronde des existences.  
Dans le second cercle, autour du moyeu, on trouve des gens qui semblent heureux, mais qui restent attachés aux biens terrestres (et donc au désir) — en général dans une zone à fond clair — tandis que dans une partie à fond noir des êtres nus sont entraînés dans une chute. Ceux qui montent peuvent toutefois espérer une renaissance dans un état favorable qui les rapproche de la libération; les autres sont au contraire entraînés vers une renaissance dans les états défavorables. En fonction donc du karma que leurs actes ont créé, les êtres passent par une succession d'états positifs ou négatifs. On relèvera que ces deux zones peuvent être représentées verticalement ou horizontalement (voir galerie d'images). 

### Le troisième cercle
Le troisième cercle, le plus large, est divisé en six zones qui figurent les six domaines d'existence. Les trois domaines supérieurs sont positifs. Il s'agit du monde des dieux (souvent au milieu, de celui des Asura (des dieux semi-belliqueux, en général à la gauche des dieux quand on regarde l'image) et celui des êtres humains (à la droite des dieux). À ces trois zones répondent les mondes inférieurs : les damnés, en dessous des dieux ; les esprits faméliques (preta) à la gauche des damnés, et les animaux à leur droite. Lorsque cet ensemble présente cinq zones au lieu de six, c'est parce que les dieux et les asura ont été réunis dans une même partie. L'indianiste Alfred Foucher note cependant que la division en cinq zones a précédé celle en six. On trouve une description de ce schéma dans le Divyavadana,. 
Ces zones peuvent aussi être distribuées en trois mondes : Arūpaloka (monde des dieux), Rūpaloka (monde des demi-dieux) et Kāmaloka (monde des hommes, des animaux, des êtres avides et des êtres infernaux). 

### Le cercle extérieur
Enfin, le contour de la roue représente les douze liens interdépendants (coproduction conditionnée) maintenant l'homme dans le samsara : l'ignorance initiale, la formation karmique, la conscience, le nom et la forme, la base de connaissances, le contact, la sensation, la soif, la saisie, le devenir (bhava), la naissance, la vieillesse et la mort.

### À l'extérieur de la roue
En général, à l'extérieur de la roue, on représente un ou plusieurs bouddha pointant du doigt une roue à huit rayons (Dharmachakra) symbolisant le noble sentier octuple, ou un sutra, la lune ou encore des objets sacrés.

## Galerie

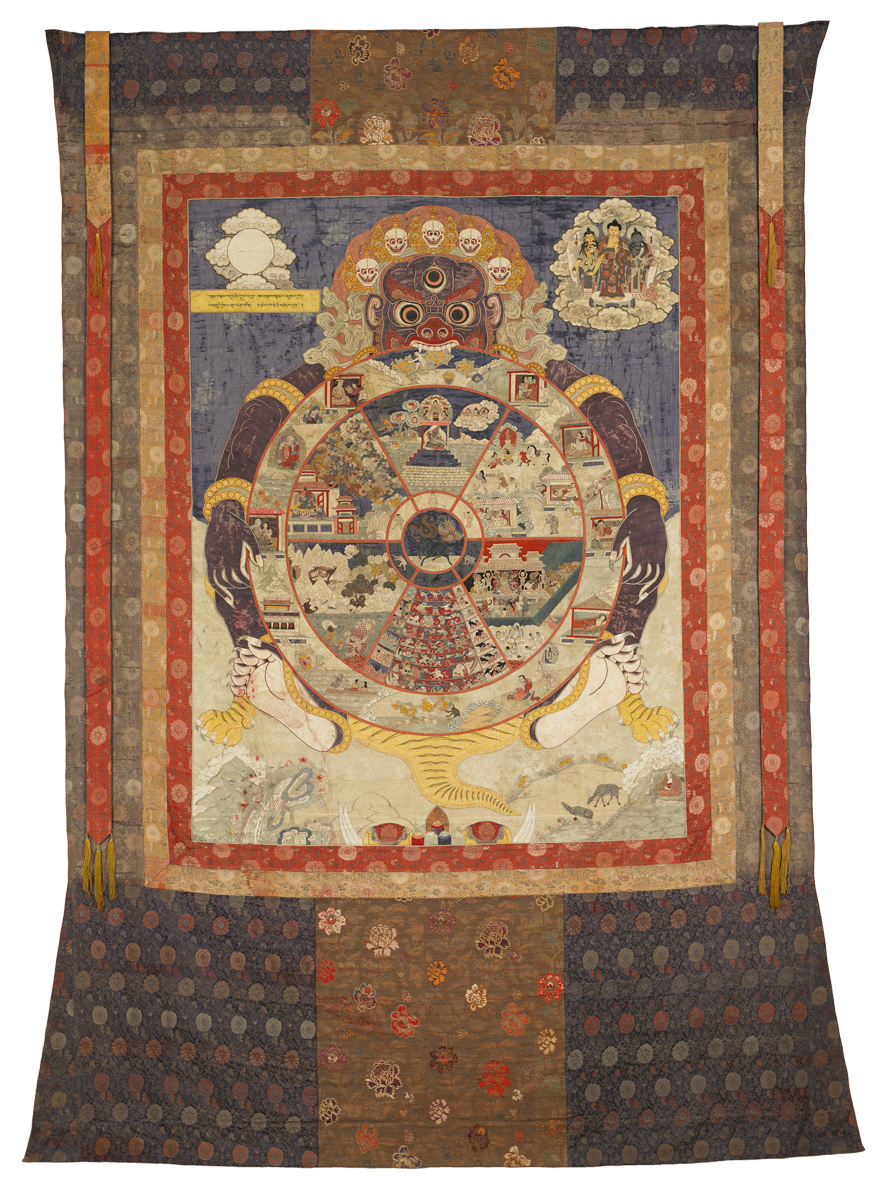
Tanghka. Est Tibet, vers 1800. Broderie sur soie. 2,8m x 2,3m. Birmingham Museum of Arts.
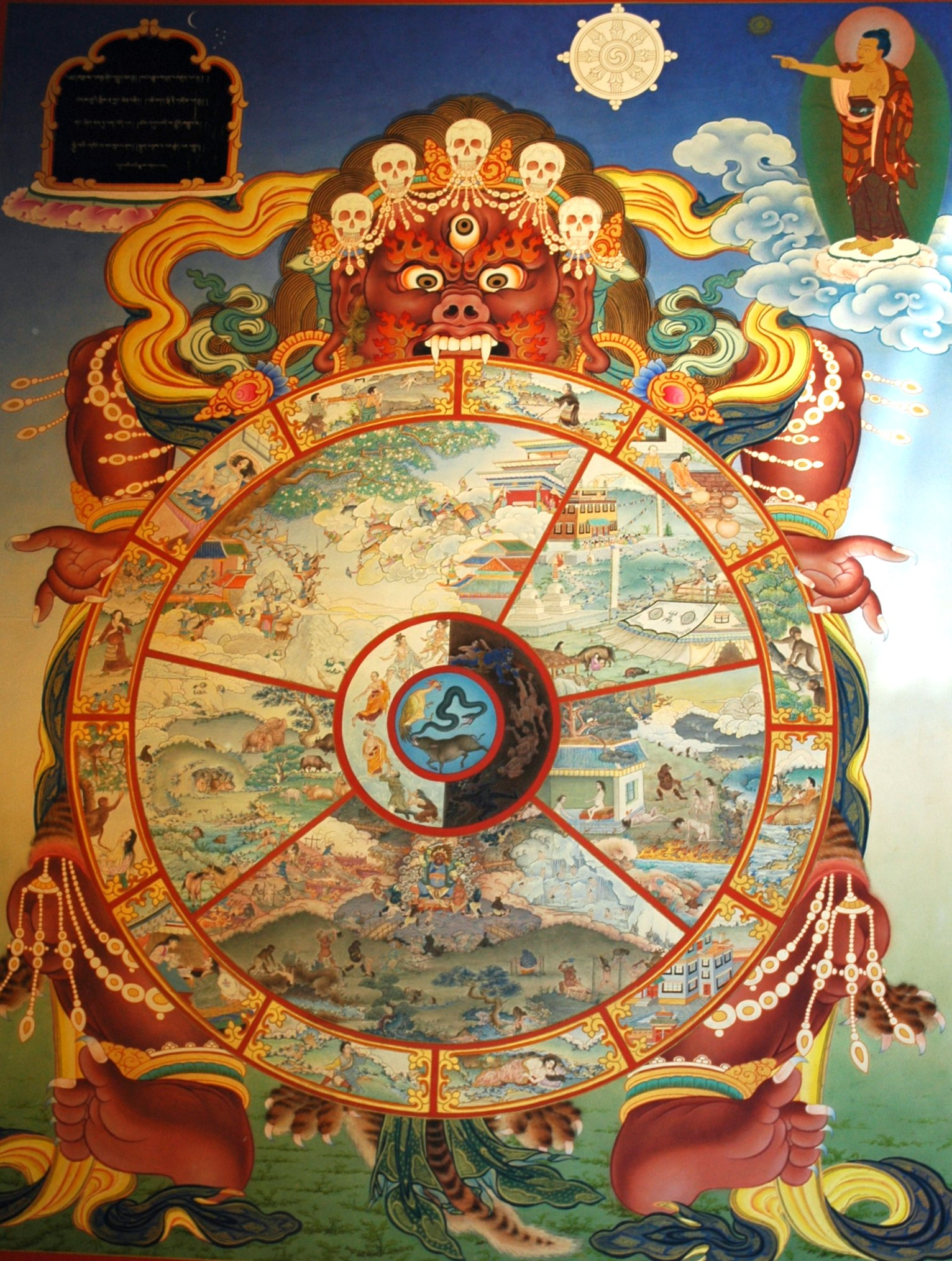
Roue de l'existence sur un mur à Seattle.
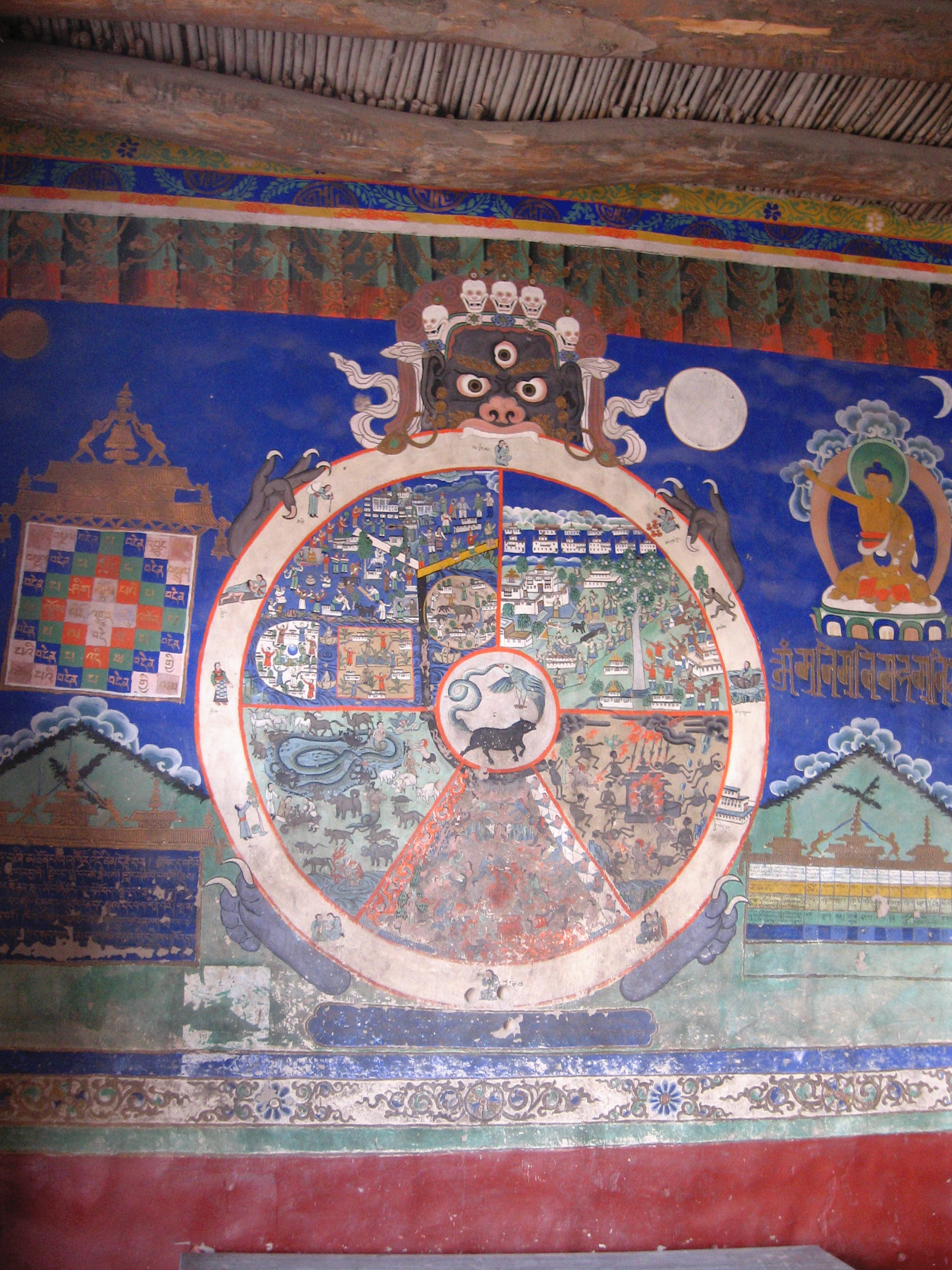
Cour du monastère de Thiksey, Ladakh, avec une interprétation particulière du deuxième cercle: les êtres tombent du monde des humains dans un couloir noir.
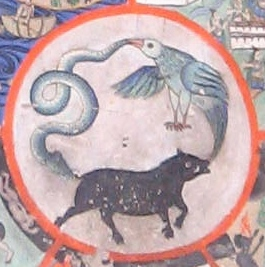
Moyeu de la roue de Thiksey: porc, coq et serpent, symboles respectifs de l'ignorance, la convoitise et la colère.